# Bienvenue à Lazy Town
Bienvenue à Lazy Town (LazyTown) est une série télévisée islandaise et programme musical et éducatif pour la jeunesse créée par Magnús Scheving, un champion de gymnastique chef de la direction de LazyTown divertissement. La série est diffusée à partir du 16 août 2004 sur la chaîne islandaise Sjónvarpið. La série a été traduite dans une douzaine de langues et diffusée dans plus de 100 pays.
Elle combine en effet animation 3D, marionnette et prises de vues réelles.
En tout, 53 épisodes ont été produits entre 2004 et 2007 pour les deux premières saisons. Ils ont tout d'abord été diffusés sur Nickelodeon et Nick Jr. aux États-Unis. Turner Broadcasting System a acquis LazyTown divertissement en 2011 pour commander une troisième saison par la suite,. La troisième saison a été livrée fin 2012 pour une première diffusion le 6 avril 2013 au Royaume-Uni sur CBeebies.
En France, elle est diffusée à partir du 10 septembre 2005 sur France 3 dans France Truc et sur Playhouse Disney, elle sera toujours diffusée sur Disney Junior jusqu'en mai 2012 puis à partir du samedi 2 juin 2012 dans Cartoonito sur Boing jusqu'en juillet 2013 où à la suite de l'arrêt du bloc de programmation Cartoonito en France, elle sera donc tout simplement diffusée sur Boing puis sur Netflix. Au Québec, elle est diffusée sur Yoopa
Le 3 novembre 2014, Boing France diffuse la saison 4 inédite en France.

## Synopsis
Stéphanie emménage chez son oncle à Lazy Town et se fait de nouveaux amis : Ziggy, Trixie, Stingy et Pixel. Lorsque les enfants sont en danger, Sportacus, super-héros moustachu, hyperactif et entraînant, les sauve en quelques pirouettes. Cependant ils ont également à subir les plans machiavéliques de Robbie Le Vilain, méchant vampire maître du déguisement, qui ne cherche qu'à retrouver la tranquillité et espère bien réussir à calmer ces enfants bruyants et les rendre paresseux, il essayera à plusieurs reprises de se débarrasser de son ennemi Sportacus sans succès.

## Distribution
- Magnús Scheving (VF : Serge Faliu et Olivier Destrez (remplacement)) : Sportacus
- Julianna Rose Mauriello (saisons 1 et 2) puis Chloe Lang (saisons 3 et 4) (VF : Naïké Fauveau) : Stéphanie
- Stefán Karl Stefánsson (VF : Pierre-François Pistorio) : Robbie Le Vilain (Robbie Rotten en VO)

Et les voix de
- Julie Westwood (VF : Brigitte Virtudes) : Mlle Bessie Lapipotin (Bessie Busybody en VO)
- Guðmundur Þór Kárason (VF : Hervé Rey puis Marcello Valery) : Ziggy
- Sarah Burgess (saisons 1 et 2) puis Aymee Garcia (saisons 3 et 4) (VF : Fily Keita) : Trixie
- Jodi Eichelberger (VF : Paolo Domingo) : Stingy
- David Matthew Feldman (VF : Jean-Loup Horwitz) : le maire Justin Justebon (Milford Meanswell en VO)
- Ronald Binion puis John Simmit (VF : Paolo Domingo) : Pixel
- Kobie Powell : Pixie
Version française
  - Studio de doublage : Lylo Productions
  - Direction artistique : Réjane Schauffelberger (dialogues, saisons 1 à 3), Claude Lombard (chansons)
  - Adaptation : Laëtitia Benrejdal (saison 3, un épisode[4])

## Réception
La série a connu un succès international grâce aux multiples reprises de la chanson We Are Number One (en) (vf : On est les plus forts !), interprétée par le personnage de Robbie Le Vilain. Cette chanson, ainsi que le personnage de Robbie, sont devenus très rapidement populaires et transformés en mèmes. Le clip original a été vu plus de 121 millions de fois (septembre 2022) et les remix cumulent un nombre incalculable de vues (plus de 100 millions).
À la vue de ce succès, les interprètes originaux (Stefán Karl Stefánsson, ainsi que ses doubles apparaissant dans le clip et le compositeur de la musique Mani Svavarsson) ont fait un direct dans lequel ils répondent aux questions qui leur sont le plus fréquemment posées et une interprétation en live de leur titre.
À la fin de l'année 2016, Stefánsson a été diagnostiqué avec un cancer du pancréas. Une collecte de fonds a alors été organisée pour l'aider à passer cette épreuve, le réel but étant de lui payer ses soins et une vie normale pendant un an. Au 11 juin 2017, la campagne a récolté 169 681 $ sur un objectif de 100 000 $.

### Diffusion
La série a été diffusée pour la première fois le 16 août 2004 aux États-Unis sur Nick Jr. La deuxième saison, quant à elle, a eu sa première diffusion le 15 mai 2006 sur Nick Jr aux États-Unis,.

## Épisodes

### Première saison (2004-2006)
1. Bienvenue à Lazy Town (Welcome to LazyTown)
2. Dr Vilainstein (Dr. Rottenstein)
3. La journée du sport (Sports Day)
4. Héros d'un jour (Hero for a Day)
5. À contre pied (Defeeted)
6. Barbu le corrompu (Rottenbeard)
7. Dinovilainus (Cry Dinosaur)
8. Le voleur de cristal (Crystal Caper)
9. Nuit blanche à Lazy Town (Sleepless in LazyTown)
10. Scouts pas toujours prêts (Lazy Scouts)
11. Ma cabane ! (My Treehouse)
12. Le voleur de gâteau (Swiped Sweets)
13. À pleines dents (Happy Brush Day)
14. Pix Pixel (Pixelspix)
15. Sportasosie (Sportafake)
16. La ville la plus paresseuse (The Laziest Town)
17. Robofoot (Soccer Sucker)
18. Cher journal (Dear Diary)
19. Bonnes manières (Miss Roberta)
20. Un festival pour Sportacus (Sports Candy Festival)
21. Le nouveau héros de Lazy Town 1re Partie (LazyTown's New Superhero)
22. Le nouveau héros de Lazy Town 2e Partie (LazyTown's New Superhero)
23. La machine à tout faire (Remote Control)
24. Agent secret zéro (Secret Agent Zero)
25. Et si on jouait… (Play Day)
26. Le zapetout (Zap It!)
27. Chacun son record (Record's Day)
28. L'alien de Ziggy (Ziggy's Alien)
29. Trou de mémoire (Sportacus Who?)
30. Prince Stingy (Prince Stingy)
31. Pas de chance Robbie ! (Robbie's Greatest Misses)
32. Le concours de danse (Dancing Duel)
33. Ma chanson préférée (LazyTown's Greatest Hits)
34. La folle journée de Sportacus (Sportacus on the Move!)
35. Noël surprise (LazyTown's Surprise Santa)

### Deuxième saison (2006-2007)
1. La tour hantée (Haunted Castle)
2. Robbie le rocker (Rockin' Robbie)
3. Le petit Sportacus (Little Sportacus)
4. Tout à la poubelle (Trash Trouble)
5. Du rififi à Lazy Town (Double Trouble)
6. Le cirque de Lazy Town (The LazyTown Circus)
7. Amis pour la vie (Friends Forever)
8. Télé Lazy Town (Pixel TV)
9. Le nouveau maître d'école (School Scam)
10. Un anniversaire surprise (Birthday Surprise!)
11. Une ville ultra-moderne (LazyTown Goes Digital)
12. Course à Lazy Town (The Lazy Rockets)
13. Robbie et la lampe magique (The Lazy Genie)
14. Rêve de danseuse (Dancing Dreams)
15. Sportacus sauve les jouets (Sportacus Saves the Toys)
16. Contes de Lazy Town (Once Upon a Time)
17. Le monstre des neiges de Lazy Town (Snow Monster)
18. Le livre d'énergie (Energy Book)

### Troisième saison (2013)
En 2011, Turner Broadcasting System Europe a acquis LazyTown Entertainment et a commandé une nouvelle saison, diffusée depuis le 6 avril 2013.
1. Roboticus (Roboticus)
2. Le meilleur des cadeaux (The Greatest Gift)
3. Le petit chaperon rose (Little Pink Riding Hood)
4. Le jeu de piste (Scavenger Hunt)
5. Qui est qui ? (Who's Who?)
6. La panthère violette (Partie 1) (Purple Panther Part 1)
7. La panthère violette (Partie 2) (Purple Panther Part 2)
8. Le chevalier bleu (The Blue Knight)
9. Le premier jour de l'été (The First Day of Summer)
10. Un chef avarié (Chef Rottenfood)
11. Petit déjeuner chez Stéphanie (Breakfast at Stephanie's)
12. La coupe de Lazy Town (The Lazy Cup)
13. L'esprit de Noël (The Holiday Spirit)

### Quatrième saison (2014)
1. Allons jouer sur la lune (Let's Go to the Moon)
2. Le dernier sportdouceur (The Last SportsCandy)
3. Le jeu de l'ami mystère (Secret Friend Day)
4. Un nouveau venu en ville (New Kid in Town)
5. Tous à l'école (Time to Learn)
6. Princesse Stéphanie (Princess Stephanie)
7. Ziggy et son nounours parlant (Ziggy's Talking Teddy)
8. Le sorcier paresseux (The Wizard of LazyTown)
9. Le bébé troll (The Baby Troll)
10. La diseuse de bonne aventure (The Fortune Teller)
11. Les attrape-fantômes (Ghost Stoppers)
12. La dream team de Robbie (Robbie's Dream Team)
13. Le mystère de la pyramide (Mystery of the Pyramid)